# Nycticeinops
Nycticeinops is een geslacht van zoogdieren uit de familie van de gladneuzen (Vespertilionidae). De wetenschappelijke naam van het geslacht werd in 1987 gepubliceerd door Hill & Harrison.

## Soorten
Er wordt 1 soort in dit geslacht geplaatst:
- Nycticeinops schlieffenii (W. C. H. Peters, 1859)

De overige soorten zijn naar het geslacht Afropipistrellus verplaatst.